# Histoire philatélique et postale de Christmas

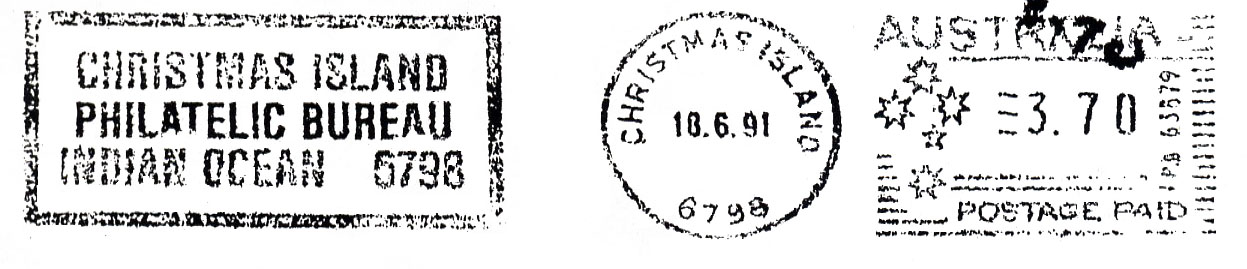
Empreinte de machine à affranchir (à droite) et oblitération du bureau de l'île Christmas, en 1991.

L'histoire philatélique et postale de Christmas, île de l'océan Indien, est liée à sa situation économique originelle jusqu'en 1993. Principalement dirigée par des producteurs de phosphate, l'île est postalement rattachée aux Établissements des détroits de 1901 à 1942, puis à Singapour de 1946 à 1958. Malgré son rattachement à l'Australie en 1958, l'île se trouve alors indépendante postalement et philatéliquement jusqu'en 1993 quand Australia Post devient l'opérateur postal de l'île.
L'île a ainsi émis ses propres timbres depuis 1958. Ceux émis par Australia Post depuis 1993 sont également valables en Australie, et vice-versa.
D'après le catalogue Stanley Gibbons, 32 timbres ont été émis lorsque la responsabilité postale était exercé par la Phosphate Commission de 1958 à 1969, puis 335 sous la responsabilité de l'Administration de l'île de 1969 à 1993. De mars 1993 à février 2003, pendant les dix premières années de sa responsabilité, Australia Post a émis 153 timbres.

## Rattachée aux Établissements des détroits
Sous contrôle britannique depuis le 6 juin 1888 et exploitée par la Christmas Island Phosphate Company depuis 1899 grâce à un personnel minoritairement européen et malaisien et composé majoritairement d'ouvriers chinois, l'île Christmas bénéficie d'une agence postale depuis 1901. Celle-ci est alors gérée par le District Officer, représentant la colonie de rattachement des Établissements des détroits. Y sont utilisés des timbres de cette colonie à l'effigie des souverains britanniques.
Le courrier de l'île est transportée vers Singapour avec matériel et travailleurs migrants par une ligne maritime commanditée par la compagnie. Le peu de courrier semble avoir été expédié et reçu par le petit groupe d'Européens présents dans l'île.
Pendant la Seconde Guerre mondiale, l'île est conquise par les forces japonaises le 31 mars 1942. À sa libération, les timbres de l'Administration militaire britannique pour Malaya sont disponibles à Christmas. L'agence postale civile est rouverte fin 1946.
Par la suite, le système postal suit les changements politiques dans la péninsule malaise. Rattachée à Singapour en avril 1946, Christmas en reçoit les nouveaux timbres en 1948 et le courrier y est acheminé par l'Union postale pan-malayane.

## Indépendance postale sous administration australienne

### Transition de 1958-1959
Alors que Singapour se prépare à devenir un État autonome, le Royaume-Uni décide de transférer l'administration de l'île à l'Australie qui contrôle avec la Nouvelle-Zélande la compagnie d'extraction de phosphate, la British Phosphate Commission, depuis 1948. Le Christmas Island Act voté par le Parlement d'Australie garantit la continuité du système légal singapourien sur l'île, y compris dans le domaine postal. Le dollar malais reste ainsi en circulation pour faciliter le paiement des ouvriers d'origines chinoise et malaise. En conséquence, l'île profite alors d'un service postal indépendant de l'Australie placé sous la responsabilité de la Christmas Island Phosphate Commission qui met le courrier entrant à disposition des résidents insulaires à l'agence postale de Flying Fish Cove. Pour le courrier sortant, sont disponibles des timbres-poste spécifiques, même si le Département des territoires confie à la poste australienne la mission d'aider à leur production. Les tarifs postaux restent identiques à ceux de l'époque singapourienne et applique un régime intérieur au courrier à destination de cet État.
Deux modifications ont néanmoins lieu pour rappeler le rattachement à l'Australie : la surtaxe appliquée à l'affranchissement du courrier aérien vers l'Australie est abaissée et des cachets d'oblitération au modèle australien sont envoyés dès 1958 avec la mention « CHRISTMAS ISLAND / INDIAN OCEAN / AUST ».
La première émission philatélique est émise en urgence le 15 octobre 1958. C'est une adaptation du timbre d'usage courant d'Australie d'un shilling sept pence de mars 1955, utilisant un profil en bas-relief avec ornement floral de la reine Élisabeth II par W.L. Bowles. La mise en page de F.D. Manley est retravaillée par le graveur G. Lissenden pour pouvoir inclure une surcharge en noire de la mention « CHRISTMAS ISLAND » et d'une valeur faciale dans un rond blanc cerclé de noir en monnaie malaise. Ces valeurs et une partie des couleurs choisies reprennent celles de la dernière série d'usage courant de Singapour en usage dans l'île,. L'impression en taille-douce pour l'effigie et la mention « AUSTRALIA » et en typographie pour les mentions en noir est réalisée en août-septembre 1958 par la Branche d'impression des billets (Note Printing Branch) de la Commonwealth Bank à Melbourne,. Le Bureau philatélique de Melbourne, chargé de la vente des timbres des territoires australiens, confie les feuilles de cent timbres à la Phosphate Commission qui se charge de l'expédition par bateau entre Fremantle et Christmas. La même effigie royale sert également pour les entiers postaux recommandés émis le 18 mai 1959.

### Sous la responsabilité de la Phosphate Commission

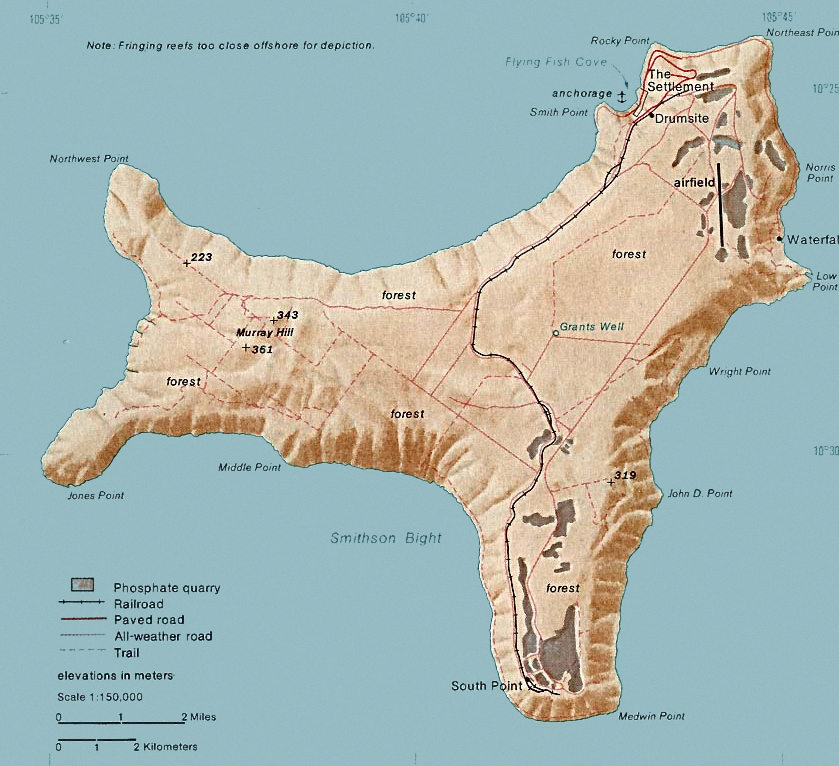
La carte de l'île Christmas, avec ses principaux toponymes et la voie ferrée de la mine de phosphate au port, est le sujet du timbre de 2 cents, émis en 1963.

Les premiers timbres sont prévus comme une émission temporaire, mais il faut cinq ans pour produire la  série suivante. Sous le contrôle du Département des territoires, du Comité consultatif du timbre et de représentants de l'île, la poste australienne et les artistes et imprimeurs de la Note Printing Branch travaillent sur ce projet à partir de photographies prises sur l'île présentant sa faune et sa flore, ainsi que l'exploitation minière. Finalement, dix timbres sont prévus, dessinés et gravés par G. Lissenden, Peter Morriss et Bruce Stewart. L'émission a lieu le 28 août 1963,. Deux ans plus tard, la poste de l'île participe à l'émission omnibus en souvenir de l'arrivée des soldats du Corps d'armée australien et néo-zélandais (ANZAC) à Gallipoli, en Turquie, pendant la Première Guerre mondiale,.
Ces timbres portent la seule mention « CHRISTMAS ISLAND » sans référence à l'Australie tout comme les nouveaux cachets d'oblitération sur lesquels la mention « AUST » a disparu. Ceci, alors que le 6 mai 1968, le système monétaire et postal est rapproché de celui de ce pays : remplacement du dollar malais par le dollar australien et entrée en vigueur de la loi australienne sur la poste et les télégraphes, comprenant les tarifs postaux. Des adaptations locales restent légalement possibles, comme la localisation en Australie-Occidentale de Christmas pour le calcul des affranchissements, ainsi que l'abaissement du tarif de la lettre à destination de la Malaisie et de Singapour.
Une troisième série d'usage courant est émise le même jour, 6 mai 1968, sur le thème des poissons de l'océan Indien. Ce thème zoologique est proposé dès 1966 par les représentants de Christmas pour la deuxième série qui approuvent les maquettes quadrichromiques soumises rapidement par l'artiste George Hamori. Les douze timbres photogravés sont émis tardivement pour coïncider avec le changement de monnaie,. La mention « CHRISTMAS ISLAND / INDIAN OCEAN » apparaît pour la première fois sur ces timbres de 1968 et est employée jusqu'en 1993.

### Sous la responsabilité des autorités locales
Le 1er février 1969, la responsabilité postale est transmise par la Commission phosphate à l'Administration de l'île. Elle établit en juillet suivant un Bureau philatélique local et se choisit un agent postal pour le reste du monde avec les Crown Agents en 1971. Dès lors, la production des timbres-poste est décidée par les autorités locales de Christmas avec l'expertise des Crown Agents et en employant des imprimeurs spécialisés d'Europe, et également d'Australie à partir de la fin des années 1980.
Le programme philatélique ne dépassent pas quatre émissions par an au maximum. Les principaux thèmes sont locaux: faune et flore, histoire locale (politique, économique et la vie quotidienne). Noël devient un thème annuel à partir de 1970 en raison du nom de l'île, avec quelques lacunes au tournant des années 1990 où des blocs-feuillets sont préférés pour annoncer des expositions philatéliques internationales.
Les mouvements de courrier sont effectués par les cargos de transport du phosphate vers l'Australie ou les paquebots vers Singapour. En juin 1974, le courrier profite des nouvelles lignes aériennes régulières entre l'île, Perth et Singapour.

## Territoire postal australien
Au début des années 1990, l'Australie décide d'imposer l'ensemble de la législation australienne à Christmas. En matière postale, à partir du 2 mars 1993, Australia Post devient l'opérateur postal de l'île et est responsable de l'émission des timbres-poste. En conséquence, les timbres de Christmas et ceux de l'Australie émis depuis 1993 sont utilisables dans ces deux territoires.
Le 4 mars 1993, sont émis les cinq premiers timbres d'Australia Post pour Christmas avec une nouvelle mention : « CHRISTMAS ISLAND / AUSTRALIA ». Les thèmes du programme philatélique restent limités. Australia Post garantit trois émissions par an : un timbre de Noël devenu bisannuel avec les années 2000, un timbre pour le Nouvel An chinois depuis 1995 devenue une série annuelle de quatorze timbres depuis 2002 et une émission sur la vie locale.

## Tableau synthétique
| Année                                              | Timbres utilisés                                         |
| -------------------------------------------------- | -------------------------------------------------------- |
| Timbres en dollar des Établissements des détroits. |                                                          |
| 1901-1942                                          | Établissements des détroits Malaya / Straits Settlements |
| 1942-1945                                          | Occupation japonaise                                     |
| 1945-1946                                          | Timbres des Détroits surchargés « BMA / MALAYA »         |
| Timbres en dollar malais.                          |                                                          |
| 1946-1958                                          | Timbres de Singapour Malaya / Singapore                  |
| 1958-1963                                          | Christmas Island / Australia                             |
| 1963-1968                                          | Christmas Island / Indian Ocean                          |
| Timbres en dollar australien.                      |                                                          |
| 1968-1993                                          | Christmas Island / Indian Ocean                          |
| 1993-                                              | Christmas Island / Australia et timbres d'Australie      |
| Légende                                            |                                                          |
| « guillemets »                                     | mention de la surcharge                                  |
| italique                                           | mention sur timbres                                      |

## Sources et références
- Commonwealth Stamp Catalogue Australia, éd. Stanley Gibbons, 4e édition, 2007, pages 104 à 112.
- Richard Breckon, « Christmas Island's Stamps and Postal History: 50 Years of Australian Administration », Gibbons Stamp Monthly, octobre 2008, pages 81-85.

1. ↑  Commonwealth Stamp Catalogue Australia, éd. Stanley Gibbons, 4e édition, 2007, pages 104 à 112.
2. 1 2 3 4 5 6 7 8 9 10 11 12 13 14 15 16  Richard Breckon, « Christmas Island's Stamps and Postal History: 50 Years of Australian Administration », Gibbons Stamp Monthly, octobre 2008, pages 81-85.
3. 1 2 3 4  Commonwealth Stamp Catalogue Australia, éd. Stanley Gibbons, 4e édition, 2007, page 104.
4. ↑  Commonwealth Stamp Catalogue Australia, éd. Stanley Gibbons, 4e édition, 2007, pages 40 (Australie, timbre n°282d) et 104 (Christmas, timbres n°1 à 10).
5. ↑  « Christmas Island », timbres n°1 à 10, Commonwealth Stamp Catalogue Australia, éd. Stanley Gibbons, 4e édition, 2007, page 104 confrontée à « Singapore », timbres n°38 à 52,  Commonwealth & British empire Stamps 1840-1970, éd. Stanley Gibbons, 2008, page 527.
6. ↑  « Christmas Island », timbres n°1 à 10, Commonwealth Stamp Catalogue Australia, éd. Stanley Gibbons, 4e édition, 2007, page 104.
7. ↑  « Christmas Island », timbres n°11 à 20, Commonwealth Stamp Catalogue Australia, éd. Stanley Gibbons, 4e édition, 2007, page 104. Le catalogue donne Lissenden comme auteur des timbres de 2 et 8 cents alors que Breckon (2008) les attribue à Morriss.
8. ↑  « Christmas Island », timbre n°21, Commonwealth Stamp Catalogue Australia, éd. Stanley Gibbons, 4e édition, 2007, page 104.
9. ↑  « Christmas Island », timbres n°22 à 31, Commonwealth Stamp Catalogue Australia, éd. Stanley Gibbons, 4e édition, 2007, page 104.
10. 1 2 3  Commonwealth Stamp Catalogue Australia, éd. Stanley Gibbons, 4e édition, 2007, pages 104-112.
11. ↑  Commonwealth Stamp Catalogue Australia, éd. Stanley Gibbons, 4e édition, 2007, pages 104-112. L'imprimeur et la méthode d'impression sont précisés dans les catalogues de l'éditeur Stanley Gibbons.
12. ↑  Commonwealth Stamp Catalogue Australia, éd. Stanley Gibbons, 4e édition, 2007, page 109.
13. ↑  Ron Negus, « Celebrating Christmas », Stamp Magazine n°74-11, novembre 2008, pages 70-73.